# وصاية على الأرض
تتخذ الوصاية على الأرض شكلين متباينين:
- إيكال إدارة قطعة من الأرض إلى منظمة خاصة غير ربحية (تعرف بوكالة الأراضي) تهدف بشكل رئيسي أو جزئي إلى الحفاظ على الأراضي من التدهور عن طريق التعهد بتدبر أمور الأرض أو المساهمة في ذلك، أو عن طريق الحصول على حق الارتفاق والمحافظة أو حق الإشراف على الأرض.
- عقد اتفاقية يوافق فيها أحد الطرفين (الوكيل) على حيازة قطعة من الأرض وتدبر أمورها لمصلحة الطرف الآخر (الموكل أو المستنفع).[1][2]

## وكالات الحفاظ على الأراضي
يعود تاريخ وكالات الأراضي (أو ما يعرف بوكالات الحفاظ على الأراضي) إلى عام 1891، لكنها لم تكن معروفة جيدًا قبل الثمانينيات.

## التاريخ
تأسست أول وكالة أراضٍ «أوصياء المحميات» في عام 1891. وازداد عدد وكالات الأراضي منذ ذلك الحين، وتأسس معظمها في خلال الأعوام الخمسة والعشرين الماضية. وحاليًا توجد وكالات أراضٍ نشطة في كل من كندا (مثل منظمة الحفاظ على الحياة البرية في كندا، ومنظمة إيكوتراست، ووكالة خليج جورجا، وغيرها) والمكسيك وعدة بلدان أخرى حول العالم، إلى جانب وكالات الأراضي الدولية مثل منظمة الحفاظ على البيئة ووكالة الأراضي الدولية.
تُوجد أكثر من 1667 وكالة أراضٍ نشطة في كل ولاية من الولايات المتحدة، إذ تأسست 300 وكالة محلية ووطنية جديدة في الفترة ما بين عام 1998 و2003. وطبقًا للمسح الإحصائي الذي أجراه اتحاد وكالات الأراضي، فإن عدد الوكالات النشطة في الولايات المتحدة 1573 وكالة، ومنها ما يزيد عن ألف وكالة تابعة للاتحاد. وتحتوي ولاية كاليفورنيا حاليًا على أكبر عدد من الوكالات، إذ كان فيها 173 وكالة نشطة في عام 2003K وتليها ولاية ماساتشوستس في المرتبة الثانية رغم صغر مساحتها، إذ إنها كانت تحتوي على 154 وكالة في ذات العام.

### الأهداف
تهدف منظمات الحفاظ على الأراضي إلى حماية المناطق الطبيعية الحساسة، والأراضي الزراعية، ومزارع تربية المواشي، والموارد المائية، والموارد الثقافية، والمعالم البارزة. تتضمن تلك المنظمات بعض الجهات الدولية الضخمة مثل منظمة الحفاظ على البيئة ووكالة الأراضي الدولية، إلى جانب بعض الجهات الصغيرة التي تمارس أنشطتها على مستوى محلي أو إقليمي أو مجتمعي. تستهدف منظمات الحفاظ على البيئة عادة الأراضي المتواجدة داخل المناطق المحمية أو المجاورة لها. وتحظى الأراضي التي تحتوي على موارد قيمة بصفة خاصة أو تلك التي تأوي الأنواع المهددة بالانقراض باهتمام خاص وجهود حماية خاصة من قبل تلك المنظمات.
تهتم وكالات الأراضي بالحفاظ على جميع أشكال الأراضي المختلفة من التدهور. يستهدف بعضها الأراضي الزراعية ومزارع تربية المواشي فقط، أما البعض الآخر فقد يتكفل بحماية الغابات، والجبال، وسهوب البراري، والصحاري، ومواطن الحياة البرية، والموارد الثقافية المتمثلة في المواقع الأثرية ومواقع الحروب، والمتنزهات الحضرية، والمناطق ذات المظاهر الخلابة، والسواحل، والمناطق الرطبة أو المعابر المائية. إذ يُترك الأمر لكل منظمة أن تحدد أي نوع من الأراضي سوف تتكفل بحمايتها طبقًا لمهمتها المُعلنة. وتقيّد المنظمات حرية وصول العامة إلى بعض المناطق بهدف حماية الحياة البرية الحساسة أو إتاحة فرصة التعافي للنظم البيئية المتضررة.
تقع معظم المناطق المحمية تحت حيازة جهات خاصة، والتي تميل إلى تقييد حرية الوصول إليها. ولكن في أغلب الأحوال، تعمل وكالات الأراضي على افتتاح الأراضي للجمهور بصفة محدودة لأغراض ترفيهية تتمثل في الصيد، والحركلة (التنزه الجبلي)، والتخييم، ومراقبة الحياة البرية، والألعاب الرياضية المائية، أو أي أنشطة آخرى مسؤولة في الهواء الطلق. يُستعان بالجماعات المحلية والبرامج الحكومية عادة في أداء تلك المهمة. وتُستخدم بعض الأراضي الأخرى في الزراعة المستدامة أو تربية المواشي أو إدارة الغابات المستدامة. ورغم أهمية تلك الأنشطة، فهي تُعتبر أهدافًا ثانوية أقل أهمية من حماية الأراضي الطبيعية من الزحف العمراني.

### الاستراتيجيات
تستعين المنظمات بعدة استراتيجيات مختلفة لتوفير طرق حماية الأراضي، بما في ذلك حيازة الأرض بشكل صريح عن طريق الوصاية. وفي بعض الحالات الأخرى، تشتري الوكالة حق الارتفاق والمحافظة على الممتلكات مع بقائها تحت حيازة جهات خاصة، لمنع إقامة المزيد من المباني على تلك الأرض ومنع الحصول على حق التعدين أو الاحتطاب أو الحفر أو الإعمار على تلك الأراضي. توفر تلك المنظمات مصادر دعم مالي لمساعدة المشترين ذوي الفكر المتماثل أو المنظمات الحكومية على شراء تلك الأراضي والحفاظ عليها للأبد.
نظرًا إلى أنها منظمات غير ربحية، فهي تعتمد حصرًا على التبرعات والمنح وبرامج حيازة الأراضي لموازنة نفقات التشغيل ورسوم حيازة الأراضي وحقوق الارتفاق والمحافظة. يقدم المتبرعون عادة دعمًا ماليًا لمساعدة تلك المنظمة، ولكن في بعض الأحيان قد يتبرع ممتلكو الأراضي المهتمون بالمحافظة عليها بحقوق الارتفاق والمحافظة، وقد يتبرع بعضهم بالأرض ذاتها. تتلقى بعض الوكالات دعمًا ماليًا من البرامج الحكومية لشراء الأراضي والمحافظة عليها وإدراتها. وقد تتحمل بعض المنظمات نفقات استئجار موظفين مدفوعي الأجر، بينما تعتمد العديد من المنظمات الأخرى على المتطوعين بشكل حصري. طبقًا للمسح الإحصائي عام 2005، فإن 31% من وكالات الأراضي أفادت بوجود عضو واحد على الأقل يعمل بدوام كلي، بينما تعتمد 54% من تلك المنظمات على المتطوعين بشكل حصري، أما المنظمات الـ 15% المتبقية فلديها طاقم عمل يعمل بدوام جزئي فقط.
في حال شراء الأرض من قبل وكالة أراضٍ، فقد تحتفظ تلك الوكالة بملكية الأرض للأبد، أو قد تبيعها لطرف ثالث. وفي العادة تكون الحكومة هي الطرف الثالث الذي قد يضيف الأراضي المباعة إلى أحد المناطق المحمية بالفعل أو قد ينشئ منطقة جديدة. كانت وكالات الأراضي تلعب دورًا محوريًا في إنشاء المنتزه الوطني للكثبان الرملية في كولورادو عام 2004، إلى جانب توسيع حديقة براكين هاواي القومية بمقدار 50% في عام 2003. تبيع وكالات الأراضي ممتلكاتها إلى جهات خاصة مع اشتراط سياسة محافظة صارمة. وإلى جانب ذلك، فإن بيع الأراضي لجهات خاصة يحافظ على بقاء تلك الأراضي داخل كشوفات ضرائب الأملاك المحلية، ما يوفر مصدر دخل للحكومات المحلية.
تستعين وكالات الأراضي بعدة أدوات للمساعدة في الحفاظ على الأراضي، إذ إن تلك المنظمات تشتري الأراضي وتستقبل تبرعات الأراضي من ملاك الأراضي فقط، ما يعني تخلي ملاك الأراضي عن جميع حقوق الانتفاع بتلك الأراضي إلى تلك المنظمة أو التخلي عن الأرض بأكملها. يتبرع بعض الملاك أيضًا بحق الارتفاق والمحافظة إلى وكالة أراضٍ.
يتخلى مالك الأرض الذي يتبرع بحق الارتفاق والمحافظة عن بعض حقوقه في تلك الأرض. فعلى سبيل المثال، قد يتخلى صاحب الأرض عن حق بناء المزيد من البنايات مع الاحتفاظ بحق زراعة المحاصيل. ويتقيد جميع الملاك المحتملين بشروط حق الارتفاق والمحافظة في المستقبل. والوكالة مسؤولة عن ضمان إتباع تعليمات اتفاقية حق الارتفاق والمحفاظة، إذ تقوم بذلك عن طريق مراقبة الأرض.
تتميز حقوق الارتفاق والمحافظة بمرونة عالية. فقد تحظر الاتفاقية المقترنة بأرض ما تحتوي على مواطن حياة برية نادرة إجراء أي تطويرات، بينما قد تسمح الاتفاقية المقترنة بأرض زراعية ببناء منشآت زراعية إضافية. وقد تنطبق الاتفاقية على الأرض بأكملها أو أجزاء منها ولا تشترط حق دخول العامة. تُصاغ جميع الاتفاقيات بحيث تتوافق مع متطلبات مالك الأراضي مع تجنب تعريض الأنظمة البيئية بداخلها للخطر في ذات الوقت.
يُوجد خيار وسطي بين بيع الأرض واتفاقية حق الارتفاق، ألا وهو البيع بالمساومة. والبيع بالمساومة هو بيع حقوق الانتفاع بالأراضي إلى منظمة معينة بثمن أقل من الثمن الذي يفرضه السوق. ويُعتبر فرق الثمن بين سعر السوق وسعر المساومة تبرعًا لصالح المنظمة. وإلى جانب ما تقدم ذكره، توجد عدة أساليب أخرى للحفاظ على الأرض.
في أكتوبر 2002، نشر مركز أبحاث الأملاك والبيئة تقريرًا من إعداد دومينيك باركر وعنوانه «الاستراتيجيات المجدية للمحافظة على الأراضي الخاصة». ذكرت تلك المقالة عدة طرق لتشغيل وكالات الأراضي بطريقة أكثر كفاءة، وأوضحت أن حقوق الارتفاق والأدوات الأخرى المتاحة قد تكون أقل تكلفة من امتلاك الأراضي. وفي بعض الأحيان، يمكن فصل الحقوق المقترنة بالأرض عن بعضها. فعلى سبيل المثال، قد تشتري المنظمة حق استخراج البترول أو المعادن في تلك الأرض، ثم تؤجر تلك الحقوق إلى شركات التعدين تحت شروط المنظمة الخاصة. وقد تتضمن تلك الشروط التزام الشركة بالمحافظة على البيئة ودفع رسوم على جميع الموارد المستخرجة. كانت بعض المنظمات تتبنى تلك الأساليب بالفعل قبل صدور هذا التقرير بعدة سنوات.

### الهيكل التنظيمي
أُسس اتحاد وكالات الأراضي عام 1981، وهو يوفر الدعم التقني لشبكة وكالات الأراضي المتنامية في الولايات المتحدة. يُجري الاتحاد مسحًا وطنيًا بصفة دورية لتعقب الأراضي المحمية من قبل المنظمات المحلية والإقليمية. وفي آخر مسح إحصائي عام 2003، أفادت المنظمة أن مجموع مساحة الأراضي المحمية يقدر بنحو 9.4 مليون فدان (أي 38.000 كم2) من أراضي الولايات المتحدة، وهي ضعف المساحة المسجلة في المسح الإحصائي السابق عام 1998 (أي 19.000 كم2 أو 4.7 مليون فدان). ومن بين تلك الأراضي فإن مساحة 5 ملايين فدان منها محمية بموجب حقوق الارتفاق والمحافظة. يُقدر اتحاد وكالات الأراضي أن نحو 25 مليون فدان من الأراضي (100.000 كم2) محمي بواسطة وكالات الأراضي الوطنية والدولية التي لم تُؤخذ في الحسبان. طبقًا لنتائج المسح، فإن أكثر منطقة تحتوي على أراضٍ محمية هي منطقة شمال شرق الولايات المتحدة (2.9 مليون فدان من الأراضي المحمية)، بينما تتميز المنطقة المطلة على المحيط الهادئ (ولاية كاليفورنيا ونيفادا وهاواي) بأعلى معدل نمو في الفترة من عام 1998 إلى 2003، إذ ازدادت مساحة الأراضي المحمية بنسبة 147% حتى وصلت إلى 1.5 مليون فدان بحلول عام 2003.